# Calamagrostis levipes
Calamagrostis levipes là một loài thực vật có hoa trong họ Hòa thảo. Loài này được (Keng) P.C.Kuo & S.L.Lu ex J.L.Yang mô tả khoa học đầu tiên năm 1988.